# Oliver Taylor
Oliver Taylor (ur. 19 lutego 1938 w Townsville) – australijski bokser, brązowy medalista letnich igrzysk olimpijskich w Rzymie w kategorii koguciej.

## Kariera zawodowa
Pierwszą walkę zawodową stoczył 3 lutego 1961 w Rockhampton Public Baths z Billym Dunnettem. Walkę wygrał przez techniczny nokaut w 9. rundzie. W tym samym roku stoczył jeszcze 7 wygranych walk. W 1963 roku zremisował walkę z Lesem Dunnem. Kolejne 3 pojedynki z Gene’em Aragonem, Ignacio Piną, Primo Zamparinim wygrał przez decyzję sędziowską. W 1964 doznał porażek z Bobem Alloteyem i Johnnym Famechonem. Po przegranych walkach zakończył sportową karierę.